# Azra (musikgrupp)
Azra var en rockgrupp från Zagreb, Kroatien, i dåvarande Jugoslavien som var mycket populära i forna Jugoslavien under slutet på 1970-talet och 1980-talet. Azra grundades 1977 av Branimir Štulić, Mišo Hrnjak och Boris Leiner.

## Medlemmar
- Branimir "Johnny" Štulić - sång, gitarr
- Branko Matun - basgitarr (1977)
- Paolo Sfeci - trummor (1977)
- Mladen Jurčić - gitarr (1977-1978)
- Branko Hromatko - trummor (1977-1978)
- Marino Pelajić - basgitarr (1977-1978)
- Jura Stublić - sång (1978)
- Boris Leiner (ex Haustor) - trummor, sång (från 1979)
- Mišo Hrnjak - basgitarr (1979-1982)
- Jurica Pađen - gitarr (1983-1984, från 1987)
- Stephen Kipp - basgitarr (från 1987)

## Album
- Azra (1980)
- Sunčana strana ulice  (1981)
- Ravno do dna (1982)
- Filigranski pločnici (1982)
- Kad fazani lete (1983)
- Krivo srastanje (1984)
- It Ain't Like in the Movies At All (1986)
- Između krajnosti (1987)
- Zadovoljština (1988)